# Батюк Олександр Олександрович
Олекса́ндр Олекса́ндрович Батю́к (нар. 27 квітня 1984, Чернігів) — український біатлоніст, учасник чемпіонату Європи з біатлону, учасник етапів кубка світу з біатлону. Його батько — відомий радянський і український лижник, призер Зимових олімпійських ігор та чемпіон світу Олександр Михайлович Батюк.

## Виступи на чемпіонатах Європи
| Рік  | Місце проведення | Інд | Спр | Пр | МС | Ест |
| 2010 | Отепяе           | 48  | 19  | 7  |    |     |

## Кар'єра в Кубку світу
Першим роком Романа в біатлоні став 2006 рік, а починаючи з 2008 року він почав виступати за національну збірну України з біатлону.
- Дебют в кубку світу — 6 грудня 2008 року в спринті в Естерсунді — 81 місце.
- Перше попадання в залікову зону — 10 грудня 2010 року в спринті в Гохфільцені — 37 місце.

## Загальний залік у Кубку світу
- 2010–2011 — 99-е місце (9 очок)

## Статистика стрільби
| № п/п | Сезон     | Загальна       | Індивідуальна гонка | Спринт        | Гонка переслідування | Мас-старт  | Естафета     |
| ----- | --------- | -------------- | ------------------- | ------------- | -------------------- | ---------- | ------------ |
| 1     | 2008-2009 | 56,5% (26/46)  | 0,0% (0/0)          | 56,7% (17/30) | 0,0% (0/0)           | 0,0% (0/0) | 56,3% (9/16) |
| 2     | 2009-2010 | 63,3% (19/30)  | 0,0% (0/0)          | 63,3% (19/30) | 0,0% (0/0)           | 0,0% (0/0) | 0,0% (0/0)   |
| 3     | 2010-2011 | 62,7% (69/110) | 65,0% (13/20)       | 66,0% (33/50) | 57,5% (23/40)        | 0,0% (0/0) | 0,0% (0/0)   |